# Liz Phair

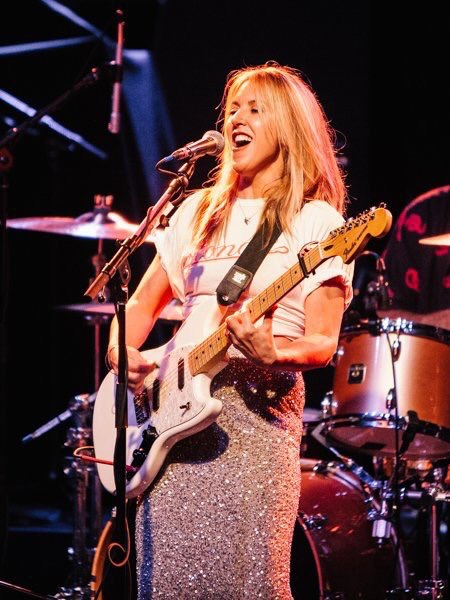
Liz Phair

Elizabeth „Liz“ Clark Phair (* 17. April 1967 in New Haven, Connecticut) ist eine amerikanische Rock-Sängerin. Ihre Musik verbindet rockige Sounds mit oft unverblümten Songtexten, die sich häufig um Liebe und Sex drehen, aber durchaus auch kritisch mit Geschlechterrollen auseinandersetzen. In den vergangenen Jahren entwickelte sich Phairs Sound etwas mehr in eine pop-orientierte Richtung.
Mit Veröffentlichung ihres Albums Exile in Guyville gilt Phair als eine der Wegbereiterinnen zahlreicher weiblicher Songwriter/Sängerinnen, die ab Mitte der 1990er Jahre im Musikgeschäft auch kommerziell erfolgreich waren.

## Biographie
Liz Phair wurde direkt nach ihrer Geburt von John Phair und Nancy Phair adoptiert, ebenso wie ihr älterer Bruder Phillip B. Phair. Ihre Kindheit verbrachte sie in New Haven (Connecticut), später zog sie mit ihrer Familie nach Winnetka, einem Vorort von Chicago. 1989 machte sie in Oberlin (Ohio) ihren College-Abschluss in Art History und Studio Art. Nach einem Abstecher nach San Francisco kehrte sie zurück nach Chicago.
In Chicago begann sie auf Anregung eines Freunds Demotapes aufzunehmen, auf denen sie E-Gitarre spielt und singt. Auf diesen Tapes, die sie Girly Sound nannte, waren insgesamt 32 Lieder, die über Umwege zu John Henderson, dem Chef des Indie-Plattenlabels Feel Good All Over, gelangten. Dieser bot ihr sofort an, einige Titel mit dem Bassisten und Produzenten Brad Wood neu aufzunehmen – daraus wurde jedoch nichts, da sich Phair und Henderson über das Arrangement der Songs nicht einigen konnten.
Sie arbeitete dennoch mit Wood zusammen und erstellte mit ihm 1992 ein Demotape mit sechs Liedern, welches sie an das Plattenlabel Matador Records schickte, bei dem auch Pavement, Yo La Tengo, The Jon Spencer Blues Explosion und später auch Cat Power unter Vertrag waren. Sie erhielt sofort einen Vertrag über zwei Alben und eine EP und begann mit der Arbeit an Exile in Guyville. Der Titel des Albums ist eine „Song-für-Song-Antwort“ auf Exile on Main St von der Rockband The Rolling Stones – Guyville soll für die männlich-dominierte Indie-Szene Chicagos stehen. Dieses Album kam 1993 auf den Markt und erhielt viele positive Kritiken und wird vom US-amerikanischen Rolling Stone in der Liste der 200 Essential Albums aufgeführt.
Whip-Smart, ihr im folgenden Jahr erschienenes Album, erhielt zwar gemischte Kritiken, die ersten Single Supernova aber gehörig Airplay auf MTV und bescherte Phair somit eine Top-Ten-Platzierung in den US Modern Rock Charts. Trotz guter Verkaufszahlen blieb der Durchbruch zu einem breiteren Publikum jedoch aus. 1995 brachte ihr Label dann die Juvenilia EP heraus, auf der sich neben einer Coverversion des Vapors-Klassikers Turning Japanese auch zahlreiche Titel früherer Demoaufnahmen befanden.
Ebenfalls 1995 heiratete Phair Jim Staskauskas, einen Film-Regisseur, den sie bei einem Videoclip-Dreh kennengelernt hatte. Ein Jahr später kam ihr Sohn zur Welt, allerdings zerbrach die Ehe wenige Jahre später.
Im August 1998 veröffentlichte eine musikalisch sichtlich gereifte Phair das Album whitechocolatespaceegg, dem allerdings eher mäßiger Erfolg beschieden war. Produziert wurde es zunächst von Scott Litt, dem Produzenten von R.E.M., sie war jedoch mit dem Sound unzufrieden und überarbeitete es mit Brad Wood. Aus diesem Grund und der Geburt ihres Sohns dauerte die Produktion zwei Jahre. Nach der Arbeit an dem Album tourte sie mit dem Lilith-Fair-Festival durch die USA.
Nach fünf Jahren Pause schloss sie im Juni 2003 die Arbeiten an ihrem Album Liz Phair ab, das bei Capitol Records erschien. Das Album und die Singles Why Can't I? und Extraordinary waren in den Charts erfolgreich – die Fans der ersten Stunde warfen ihr allerdings „Ausverkauf“ vor, da sich das Album mehr am Pop-Mainstream orientierte. 2005 folgte dann mit Somebody’s Miracle ihr zweites und zugleich letztes Album für Capitol. Ihr nächstes Album Funstyle veröffentlichte sie 2010 auf ihrem eigenen Label Rocket Science Records.
Sie war an den Soundtracks mehrerer TV-Serien beteiligt (Swingtown, 90210, The Beautiful Life, In Plain Sight – In der Schusslinie, State of Georgia, Super Fun Night und The 100) und erhielt 2009 und 2014 ASCAP Awards als „Top Television Composer“.

## Werke

### Diskografie

#### Studioalben
| Jahr | Titel                  | Höchstplatzierung, Gesamtwochen, AuszeichnungChartsChartplatzierungen (Jahr, Titel, Platzierungen, Wochen, Auszeichnungen, Anmerkungen) | Anmerkungen                              |
| Jahr | Titel                  | US | Anmerkungen                              |
| ---- | ---------------------- | --- | ---------------------------------------- |
| 1993 | Exile in Guyville      | US196 Gold · (1 Wo.)US | Erstveröffentlichung: 22. Juni 1993      |
| 1994 | Whip-Smart             | US27 Gold · (17 Wo.)US | Erstveröffentlichung: 20. September 1994 |
| 1998 | Whitechocolatespaceegg | US35 (9 Wo.)US | Erstveröffentlichung: 11. August 1998    |
| 2003 | Liz Phair              | US27 Gold · (18 Wo.)US | Erstveröffentlichung: 24. Juni 2003      |
| 2005 | Somebody’s Miracle     | US46 (2 Wo.)US | Erstveröffentlichung: 4. Oktober 2005    |
| 2010 | Funstyle               | US181 (1 Wo.)US | Erstveröffentlichung: 3. Juli 2010       |
| 2021 | Soberish               | US— US | Erstveröffentlichung: 4. Juni 2021       |

#### EPs
- 1995: Juvenilia (Erstveröffentlichung: 8. August 1995)
- 2003: Comeandgetit (Erstveröffentlichung: 24. Juni 2003)

#### Singles
| Jahr | Titel Album            | Höchstplatzierung, Gesamtwochen, AuszeichnungChartsChartplatzierungen (Jahr, Titel, Album, Platzierungen, Wochen, Auszeichnungen, Anmerkungen) | Anmerkungen                             |
| Jahr | Titel Album            | US | Anmerkungen                             |
| ---- | ---------------------- | --- | --------------------------------------- |
| 1994 | Supernova Whip-Smart   | US78 (14 Wo.)US | Erstveröffentlichung: 23. Juli 1994     |
| 2003 | Why Can’t I? Liz Phair | US32 Gold · (20 Wo.)US | Erstveröffentlichung: 8. September 2003 |

#### Als Gastmusikerin
| Jahr | Titel Album                  | Höchstplatzierung, Gesamtwochen, AuszeichnungChartplatzierungen (Jahr, Titel, Album, Platzierungen, Wochen, Auszeichnungen, Anmerkungen) | Höchstplatzierung, Gesamtwochen, AuszeichnungChartplatzierungen (Jahr, Titel, Album, Platzierungen, Wochen, Auszeichnungen, Anmerkungen) | Höchstplatzierung, Gesamtwochen, AuszeichnungChartplatzierungen (Jahr, Titel, Album, Platzierungen, Wochen, Auszeichnungen, Anmerkungen) | Höchstplatzierung, Gesamtwochen, AuszeichnungChartplatzierungen (Jahr, Titel, Album, Platzierungen, Wochen, Auszeichnungen, Anmerkungen) | Höchstplatzierung, Gesamtwochen, AuszeichnungChartplatzierungen (Jahr, Titel, Album, Platzierungen, Wochen, Auszeichnungen, Anmerkungen) | Anmerkungen                                                     |
| Jahr | Titel Album                  | DE | AT | CH | UK | US | Anmerkungen                                                     |
| ---- | ---------------------------- | --- | --- | --- | --- | --- | --------------------------------------------------------------- |
| 2002 | Soak Up the Sun C’mon, C’mon | DE96 (2 Wo.)DE | AT15 (14 Wo.)AT | CH15 (30 Wo.)CH | UK16 (10 Wo.)UK | US17 (29 Wo.)US | Erstveröffentlichung: 25. März 2002 Sheryl Crow feat. Liz Phair |

Weitere Singles
| - 1993: Stratford-on-Guy - 1993: Never Said - 1993: Carnivore - 1995: Whip-Smart - 1995: Jealousy - 1998: Polyester Bride - 1998: Johnny Feelgood - 2001: Down - 2003: Insanity - 2004: Extraordinary - 2005: Everything to Me - 2005: Chemistry (mit Kyle Riabko) - 2007: Sorry Baby (mit Minnie Driver) - 2010: Bollywood - 2012: And He Slayed Her | weitere Songs - 1995: The Tra La La Song (One Banana, Two Banana) - 1995: Don’t Have Time - 1996: Rocket Boy - 1996: Six Dick Pimp - 1997: California - 1997: Erecting A Movie Star - 1997: Stuck On An Island - 2005: Mother’s Little Helper - 2007: Perfect Misfit - 2012: Dotted Line |

### Bücher
- Liz Phair: Horror Stories: A Memoir. Random House: 2019 (ISBN 978-0-525-51198-4).